# Hatem Ben Arfa
Hatem Ben Arfa (París, el 7 de març de 1988) és un futbolista professional francès que juga com a extrem i migcampista ofensiu amb l'Stade Rennais.

## Palmarès
Olympique Lyon
- 4 Ligue 1: 2004-05, 2005-06, 2006-07, 2007-08
- 1 Copa francesa: 2007-08.
- 2 Supercopa francesa: 2006, 2007.

Olympique Marseille
- 1 Ligue 1: 2009-10.
- 1 Copa de la lliga francesa: 2009-10.
- 1 Supercopa francesa de futbol: 2010.

Paris Saint-Germain
- 1 Copa francesa: 2016-17.
- 1 Copa de la lliga francesa: 2016-17.
- 1 Supercopa francesa: 2016.

Selecció Francesa
- 1 Campionat d'Europa de Futbol sub-17 de la UEFA: 2004.